# Mithraculus
Mithraculus là một chi cua thuộc họ Mithracidae.

## Các loài
- Mithraculus cancasensis (Türkay, 1967)
- Mithraculus cinctimanus Stimpson, 1860
- Mithraculus coryphe (Herbst, 1801)
- Mithraculus denticulatus (Bell, 1836)
- Mithraculus forceps A. Milne-Edwards, 1875
- Mithraculus nodosus (Bell, 1836)
- Mithraculus rostratus (Bell, 1836)
- Mithraculus sculptus (Lamarck, 1818)